# رود لیتسا
زاپ دوینا لیتسا (روسی: Западная Лица) رودخانه ای است در شمال شبه‌جزیره کولا در استان مورمانسک، در کشور روسیه.